# Alexander Mitscherlich
Pour les articles homonymes, voir Mitscherlich.
Alexander Mitscherlich, né le 20 septembre 1908 à Munich et mort le 26 juin 1982 à Francfort-sur-le-Main, est un médecin et psychanalyste allemand connu pour ses travaux sur la psychosomatique.

## Biographie
En 1949 il écrit avec Fred Mielke un livre Medizin ohne Menschlichkeit (médecine sans humanité) dans lequel il aborde la question de la médecine et du corps médical sous le nazisme. L'Ordre allemand des médecins achète tous les exemplaires mis en vente. Il faut attendre l'année 1960 pour que l'ouvrage soit réédité et lu par les lecteurs allemands. Margarete Mitscherlich son épouse, médecin et psychanalyste, écrit avec lui un livre qui a causé une certaine indignation en Allemagne, Le Deuil impossible (Die Unfähigkeit zu trauern. Grundlagen kollektiven Verhaltens). Cet ouvrage aborde le refus allemand de regarder en face les crimes nazis. L'ouvrage est traduit en plusieurs langues.
En 1963, Alexander Mitscherlich considère que la société nazie a fini par rompre complètement la fonction du père la dissociant en deux aspects opposés entre l’affect et la maîtrise. Une telle dissociation du père est devenue hypertrophiée au point de ne laisser derrière elle qu’un héritage de figures parentales dominantes et criminelles. Ainsi privées de tradition, par impossibilité de se raccrocher à des idéaux ternis et officiellement désavoués, les nouvelles générations post-guerre auraient tout fait pour nier leur passé.
Ce phénomène aurait été visible également dans la question de l’urbanisme lors la période post-nazie, selon Mitscherlich. Car sa critique essentielle, dans son ouvrage sur Psychanalyse et urbanisme, tient au fait qu’en Allemagne le foncier prime par rapport à l’urbanisme et à l’architecture, ce qui produit une dégradation de l’expression affective chez les habitants de la ville.

## Publications
- Avec Margarete Mitscherlich, Le deuil impossible : les fondements du comportement collectif, Paris, Payot, Paris, 2005,  (ISBN 2-228-89934-8).
- Vers la société sans pères : essai de psychologie sociale, Paris, Gallimard, 1969, ASIN B001D3GFDY
- L'idée de paix et l'agressivité humaine. Quatre essais, Paris, Gallimard, 1970, ASIN B004AM1BAM
- Psychanalyse et urbanisme. Réponse aux planificateurs, Gallimard, Paris, 1965